# Alicia Markova
Alicia Markova (n. 1 decembrie 1910 - d. 2 decembrie 2004) a fost o importantă balerină și coregrafă engleză. S-a născut la Londra și a murit la Bath, Marea Britanie. Alături de Margot Fonteyn ea a fost printre cele mai importante balerine ale secolului al XX-lea.